# TFF1.リグ
TFF1.リグ（トルコ語：テュルキイェ・フトボル・フェデラスィヨヌ・ビリンジ・リギ Türkiye Futbol Federasyonu 1. Ligi、トルコサッカー連盟1部リーグ）は、トルコのサッカーリーグ。スュペル・リグ（スーパーリーグ）に次ぐ国内2番目のリーグである。スポンサー（Spor Toto）の名前を冠してスポル・トト・1.リグとも呼ばれる。
元々は1963年に「Türkiye 2. Futbol Ligi」（テュルキイェ・シキンジ・フトボル・リギ）として誕生。2001年にカテゴリーA（本リーグ）とカテゴリーB（現在のTFF2.リグ）の2つのリーグに分けられた。当初は20チームだったが、2002年に18チームになった。2007-08シーズンには現在の「TFF1.リグ」という名称に変更された。同時にカテゴリーBは「TFF2.リグ」となった。
2006-07シーズンはチュルク・テレコムとスポンサー契約を結び、「チュルク・テレコム・リグA」と冠名がついていた。2007-08シーズンの後半からアスヤ銀行とスポンサー契約を結んでいる。

## 大会概要
20クラブによるホーム・アンド・アウェー方式の2回戦総当りによって争う。シーズン最終順位の上位2チームはスュペル・リグに自動昇格。3位から7位までのチームで昇格プレーオフを行う。プレイオフは4位と7位、5位と6位のチームが戦い、勝者が決勝で3位と戦って昇格チームを1つ決定する。

## 2017-18シーズン所属クラブ
| クラブ名               | ホームタウン   | ホームスタジアム                                       | 収容人数 |
| ---------------------- | -------------- | ------------------------------------------------------ | -------- |
| エスキシェヒルスポル   | エスキシェヒル | イェニ・エスキシェヒル・スタデュム                     | 34,930   |
| サムスンスポル         | サムスン       | サムスン19マユス・スタディウム                         | 34,658   |
| ガズィアンテプスポル   | ガズィアンテプ | ガズィアンテプ・スタディウム                           | 33,502   |
| ガズィアンテプBB       | ガズィアンテプ | ガズィアンテプ・スタディウム                           | 33,502   |
| BBエルズルムスポル     | エルズルム     | カジム・カラベキル・スタディウム                       | 23,277   |
| MKEアンカラギュジュ    | アンカラ       | アンカラ19マイス・スタディウム                         | 21,092   |
| アダナ・デミルスポル   | アダナ         | アダナ5オジャク・スタディウム                          | 16,231   |
| アダナスポル           | アダナ         | アダナ5オジャク・スタディウム                          | 16,231   |
| マニサスポル           | マニサ         | マニサ19マユス・スタディウム                           | 16,066   |
| チャイクル・リゼスポル | リゼ           | チャイクル・ディディ・スタディウム                     | 15,332   |
| デニズリスポル         | デニズリ       | デニズリ・アタテュルク・スタディウム                   | 15,086   |
| バルケスィルスポル     | バルケスィル   | バルケスィル・アタテュルク・スタディウム               | 13,732   |
| エラズースポル         | エラズー       | エラズー・アタテュルク・スタディウム                   | 12,221   |
| ギレスンスポル         | ギレスン       | ギレスン・アタテュルク・スタディウム                   | 11,866   |
| ボルスポル             | ボル           | ボル・アタテュルク・スタディウム                       | 8,456    |
| アルトゥノルドゥ       | イズミル       | イズミル・アタテュルク・スタディウム                   | 5,683    |
| イスタンブルスポル     | イスタンブール | バフチェリエブレル・イル・エゼル・イダレ・スタディウム | 4,491    |
| ウムラーニエスポル     | イスタンブール | ウムラニエ・ヘキムバシ・セヒル・スタディウム           | 1,601    |

## 歴代優勝クラブ
| シーズン | 1位                            | 2位                      | 3位                            |
| -------- | ------------------------------ | ------------------------ | ------------------------------ |
| 2001-02  | アルタイSK                     | エラズースポル           | アダナスポル                   |
| 2002-03  | コンヤスポル                   | チャイクル・リゼスポル   | アクチャーバト・セバトスポル   |
| 2003-04  | サカリヤスポル                 | カイセリスポル           | アンカラスポル                 |
| 2004-05  | スィヴァススポル               | マニサスポル             | カイセリ・エルジイェススポル   |
| シーズン | 1位                            | 2位                      | 昇格プレーオフ勝者             |
| 2005-06  | ブルサスポル                   | アンタルヤスポル         | サカリヤスポル                 |
| 2006-07  | ゲンチレルビルリイ・オフタシュ | イスタンブールBB         | カスムパシャ                   |
| 2007-08  | コジャエリスポル               | アンタルヤスポル         | エスキシェヒールスポル         |
| 2008-09  | マニサスポル                   | ディヤルバクルスポル     | カスムパシャ                   |
| 2009-10  | カラビュクスポル               | ブジャスポル             | コンヤスポル                   |
| 2010-11  | メルシン・ウドマンユルドゥ     | サムスンスポル           | オルドゥスポル                 |
| 2011-12  | アクヒサル・ベレディイエスポル | エラズースポル           | カスムパシャ                   |
| 2012-13  | カイセリ・エルジイェススポル   | チャイクル・リゼスポル   | コンヤスポル                   |
| 2013-14  | イスタンブールBB               | バルケスィルスポル       | メルスィン・イドマン・ユルドゥ |
| 2014-15  | カイセリスポル                 | オスマンルスポル         | アンタルヤスポル               |
| 2015-16  | アダナスポル                   | カラビュックスポル       | アランヤスポル                 |
| 2016-17  | スィヴァススポル               | イェニ・マラティヤスポル | ギョズテペSK                   |
| 2017-18  | チャイクル・リゼスポル         | MKEアンカラギュジュ      | BBエルズルムスポル             |
| 2018-19  | デニズリスポル                 | ゲンチレルビルリイSK     | ガズィアンテプBB               |
| 2019-20  | ハタイスポル                   | BBエルズルムスポル       | ファティ・カラギュムリュク     |
| 2020-21  | アダナ・デミルスポル           | ギレスンスポル           | アルタイSK                     |
| 2021-22  | MKEアンカラギュジュ            | ウムラニエスポル         | イスタンブールスポル           |
| 2022-23  | サムスンスポル                 | チャイクル・リゼスポル   | ペンディクスポル               |
| 2023-24  | エユプスポル                   | ギョズテペSK             | ボドルム                       |